# Поммерсфельден
Поммерсфельден (нім. Pommersfelden) — громада в Німеччині, розташована в землі Баварія. Підпорядковується адміністративному округу Верхня Франконія. Входить до складу району Бамберг.
Площа — 35,71 км2. Населення становить 3042 ос. (станом на 31 грудня 2020).